# Санџак
Санџак је историјска и геополитичка област која обухвата територије Србије и Црне Горе. Назив потиче од Новопазарског санџака, некадашњег управног округа Османског царства основаног 1865. године. Срби ту област традиционално називају још и средњовековним именом — Рашка област.
Између 1878. и 1909. област је била под окупацијом Аустроугарске, након чега је враћена Османском царству. Године 1912. област је подељена између Краљевине Црне Горе и Краљевине Србије. Највећи град је Нови Пазар.

## Назив
Име Санџак је пореклом из турског језика (Sancak) и овај назив је првобитно означавао заставу; област коју су султани давали на управу својим војводама (управа над мањом области). У Србији се део Санџака назива Рашка област, с тим што се овај назив историјски односи на много ширу територију од географске територије Санџака. Код аутохтоног православног становништва које се из ове области исељавало у Шумадију у 19. и почетком 20. века, област се искључиво називала Стара Србија. Назив Санџак је устаљен тек након Другог светског рата.

## Географија
Географска област која се назива Рашком области је административно подељена између Србије и Црне Горе. Шест општина припадају Србији (Нови Пазар, Сјеница, Тутин, Пријепоље, Нова Варош, Прибој), а осам припадају Црној Гори (Пљевља, Бијело Поље, Беране, Рожаје, Плав, Петњица, Гусиње, Андријевица). Према другим интерпретацијама, црногорске општине Плав, Андријевица и Гусиње не спадају у Санџак. Највећи град у региону је Нови Пазар (у Србији, 106.720), а остали већи градови су: Бијело Поље (у Црној Гори, 38.662) и Тутин (у Србији, 33.053). У Србији, град Нови Пазар и општина Тутин су део Рашког округа, а општине Сјеница, Пријепоље, Нова Варош и Прибој су део Златиборског округа.
Области које се убрајају у Рашку на истоку обухватају највећи део Рашке области (изузев општине Рашка), а на западу јужне делове Старог Влаха. На југозападу обухваћени су и делови Старе Херцеговине (општина Пљевља).

## Историја
У средњем веку, на овим просторима око реке Рашке је основана српска држава Рашка, чије се седиште налазило у граду Расу, недалеко од данашњег Новог Пазара, т.ј. Новог Трговишта (слично је и средњевековна држава Босна добила име, по реци око које је настала, т.ј. по реци Босни). За време Османског царства, санџак је био назив једне од административно-управних области те државе, и таквих санџака је било на стотине широм Османског царства од средње Европе до Азије.
Велики део датих области улазио је у Новопазарски санџак, административну јединицу Турске чије је седиште био Нови Пазар. Санџак је као модеран територијално-политички концепт добио име по Новопазарском санџаку.
У периоду постојања Косовског вилајета над српским становништвом су локалне аге, бегове као и други османски представници и поданици (Арбанаси) извршили бројне злочине и зулуме, због чега је део српског становништва био приморан да мигрира.
У време Краљевине СХС подручје је подељено између области: Ужичке (Пљевља, Бијело Поље, Прибој, Пријепоље, Нова Варош), Рашке (Сјеница, Нови Пазар, Тутин) и Зетске (Беране, Рожај). Од 1929. све припада Зетској бановини. У каснијем међуратном периоду је урађено нешто на плану саобраћаја, изграђени су путни правци Нови Пазар - Сјеница - Пријепоље - Пљевља (веза железнице у Рашки са Црном Гором), затим Беране - Бијело Поље - Пријепоље - Прибој (веза са железничком пругом на Увцу). Крајем 1930-тих се градио "Јадрански друм", Беране - Рожај - Тутин - Нови Пазар.
У окупираној Југославији 1941. већи део Санџака је подељен између италијанских творевина Црне Горе и велике Албаније; Нови Пазар је остао у немачкој зони, тзв. Недићевој Србији. Тзв. Независна Држава Хрватска је покушала успоставити своју власт 1941, на позив томе склоних муслимана, када је основана Муслиманска милиција Санџака. Дошло је до етничких сукоба (→ Конференција у Годијеву, Четнички напади на Нови Пазар 1941.).
Током Другог светског рата, у оквиру Народноослободилачке војске Југославије деловао је Црногорско-санџачки НОП одред и Трећа пролетерска санџачка ударна бригада. 1943. године, на ослобођеној територији Санџака формирано је Земаљско антифашистичко веће народног ослобођења Санџака, које је управљало Санџаком као посебном облашћу све до 1945. године (→ Категорија:Санџак у Народноослободилачкој борби).
Од успостављања републичких граница 1945. године, област је подељена између Србије и Црне Горе. Као неминовна последица југословенског федерализма, ови крајеви су почели да губи кохезију јединственог простора. Јужни и северни делови региона су почели, након 1945. године, да гравитирају према сопственим републичким центрима у привредном, саобраћајном и политичком смислу. Када су у Србији уведени окрузи 1992, тамошњи део Санџака је подељен између Златиборског (центар Ужице) и Рашког округа (Краљево), чиме су задржани центри из времена међуопштинских-регионалних заједница (1975-90).
Након погоршања односа између Србије и Црне Горе у СРЈ, што се наставило и у Државној Заједници Србија и Црна Гора, административна линија која пролази средином области је добила све одлике међудржавне границе. Распадом Државне Заједнице Србија и Црна Гора овај процес је окончан и озваничен.

## Демографија
Санџак укупно има 365.566 становника, 233.091 у српском делу и 132.475 у црногорском. Око 58% становништва области чине Бошњаци и Муслимани, а око 37% Срби и Црногорци. У области живи и мањи број Албанаца, Рома и других.
У српским општинама Нови Пазар, Тутин, Сјеница и црногорским општинама Плав, Рожаје, Петњица и Гусиње већину становништва чине Бошњаци. У српским општинама Прибој, Нова Варош и црногорским општинама Пљевља, Андријевица и Беране већинско становништво су Срби. Српска општина Пријепоље и црногорска општина Бијело Поље су етнички мешовите са релативном српском већином.
Етничка структура: Бошњаци: 198.105 (54,19%) Срби: 114.857 (31,42%) Црногорци: 19.463 (5,32%) Муслимани: 12.234 (3,35%) Албанци: 3.727 (1,02%)
Општине: Нови Пазар: 106.720 (29,19%) Бијело Поље: 38.662 (10,58%) Тутин: 33.053 (9,04%) Пријепоље: 32.214 (8,81%) Беране: 24.645 (6,74%) Пљевља: 24.134 (6,60%) Сјеница: 24.083 (6,59%) Прибој: 23.514 (6,43%) Рожаје: 23.184 (6,34%) Нова Варош: 13.507 (3,69%) Плав: 9.050 (2,48%) Петњица: 4.957 (1,36%) Гусиње: 3.933 (1,08%) Андријевица: 3.910 (1,07%)

## Политика
Санџак је као територијално-политички концепт заступљен у програмима неких локалних бошњачких странака у југозападној Србији и северној Црној Гори (попут Странке демократске акције Сулејмана Угљанина са средиштем у Новом Пазару, која је организовала Референдум о аутономији Санџака 1991.).
Странка демократске акције (средиште у Новом Пазару) је у време успостављања Савезне Републике Југославије априла 1992. године изашла са захтевом (у име бошњачког народа) да Санџак добије територијалну аутономију. Овај захтев је поновљен након проглашења Државне заједнице Србија и Црна Гора фебруара 2003. године. Са распадом заједничке српско-црногорске државе овај сценарио је онемогућен, али се СДА (и друге локалне бошњачке странке) и даље залажу за административно јединство Санџака.

## Порекло становништва
На подручју геополитичке регије Санџак има јако мало староседелачких породица за које би се могло рећи да ту живе од средњег века. Код православног становништва доминирају старохерцеговачка и брдско-црногорска струја, док је код муслимана снажно заступљена и малисорска, тј. северноалбанска, која је међу муслиманском популацијом Санџака јако неравномерно распоређена, имајући у виду да бележи изузетно високе проценте на зетско-санџачком говорном подручју, прецизније у југоисточној половини Санџака (Нови Пазар, Рожаје, Тутин, Сјеница, Петњица, Плав, Гусиње и део бјелопољске општине), док је на источнохерцеговачком говорном подручју (Пријепоље, Пљевља, Прибој и Нова Варош) има само у траговима. То су доказала и најновија генетска истраживања, на којима је утврђено да хаплогрупе R1b BY-611, J2b M241 (типичне за Албанце) и типични албански огранци хаплогрупе Е1b (у првом реду род Климената и део рода Куча, који су мешовито српско-албанско племе) досежу јако висок проценат међу санџачким муслиманима. 
Посматрајући обе популације као целине, без географске и дијалекатске поделе, можемо закључити да санџачки Срби углавном воде порекло од досељеника из старе Херцеговине, Брда и Црне Горе, док већи део санџачких муслимана води порекло од досељеника из северне Албаније.

## Галерија
- Црква Светих апостола Петра и Павла у Расу близу Новог Пазара, 8—9. век
- Стари Рас близу Новог Пазара, 8. век
- Манастир Ђурђеви ступови близу Новог Пазара, 12. век
- Бели анђео, фреска из манастира Милешева близу Пријепоља, 1235. године
- Манастир Сопоћани, 13. век
- Хусеин-пашина џамија, Пљевља
- Нови Пазар
- Зид подигнут у Османском периоду у Новом Пазару
- Нова Варош 1930-их
- Кучанска џамија, Рожаје, 1830. година
- Центар Нове Вароши 2004. године